# Claire City (Dakota del Sur)
Claire City es un pueblo ubicado en el condado de Roberts en el estado estadounidense de Dakota del Sur. En el Censo de 2010 tenía una población de 76 habitantes y una densidad poblacional de 160,35 personas por km².

## Geografía
Claire City se encuentra ubicado en las coordenadas 45°51′24″N 97°6′13″O / 45.85667, -97.10361. Según la Oficina del Censo de los Estados Unidos, Claire City tiene una superficie total de 0.47 km², de la cual 0.47 km² corresponden a tierra firme y (0%) 0 km² es agua.

## Demografía
Según el censo de 2010, había 76 personas residiendo en Claire City. La densidad de población era de 160,35 hab./km². De los 76 habitantes, Claire City estaba compuesto por el 78.95% blancos, el 1.32% eran afroamericanos, el 14.47% eran amerindios, el 0% eran asiáticos, el 0% eran isleños del Pacífico, el 3.95% eran de otras razas y el 1.32% pertenecían a dos o más razas. Del total de la población el 3.95% eran hispanos o latinos de cualquier raza.